# Panayía (ort i Grekland, Östra Makedonien och Thrakien)
Panayía (Panagia) är en ort i Grekland.   Den ligger i prefekturen Nomós Kaválas och regionen Östra Makedonien och Thrakien, i den nordöstra delen av landet, 300 km norr om huvudstaden Aten. Panayía ligger 230 meter över havet och antalet invånare är 725. Den ligger på ön Thassos.
Terrängen runt Panayía är huvudsakligen kuperad, men västerut är den bergig. Havet är nära Panayía åt nordost.  Närmaste större samhälle är Thassos, 5,5 km norr om Panayía. 